# Stephanacris globiceps
Stephanacris globiceps är en insektsart som beskrevs av Ludwig Redtenbacher 1908. Stephanacris globiceps ingår i släktet Stephanacris och familjen Phasmatidae. Inga underarter finns listade i Catalogue of Life.